# Bertrand Cantat
Bertrand Lucien Bruno Cantat (Pau, 5 marzo 1964) è un cantautore e musicista francese, fondatore e membro del gruppo rock dei Noir Désir. Nel 2004 è stato condannato per l'omicidio della compagna, l'attrice Marie Trintignant.

## Biografia

### Gli inizi
Trascorre la sua infanzia in Normandia, a Lillebonne e Pont-Audemer, per poi ritornare nel sud-ovest francese nel 1980, dove si iscrive al Liceo Saint Genès a Bordeaux, e dove incontra i futuri membri del gruppo, Denis Barthe, Serge Teyssot-Gay e Frédéric Vidalenc. Figlio di Guy e Daniele, un militare e una casalinga, Bertrand ha un fratello, Xavier, ex marito della politica Cécile Dufloy, e aveva una sorella, Ann Cantat Corsini, morta prematuramente nel gennaio 2018.
Il gruppo inizialmente opta per il nome Psychoz, di ispirazione new wave, poi, passando per numerosi altri nomi fra cui anche Noir Désirs, approda nel 1987 al definitivo Noir Désir, non senza discussioni con la Barclay, loro casa discografica. Nel corso della carriera di Cantat capitano diversi problemi di salute, che lo costringono a smettere temporaneamente di cantare; come a seguito di una sincope occorsagli durante un concerto a Besançon nel 1989, o come nel 1994, dopo il tour dell'album Tostaky, dove è costretto ad operarsi alle corde vocali.
Personaggio dotato di forte personalità e carisma, mette a frutto la notorietà acquisita con il suo gruppo per esprimersi sui grandi temi sociali, spesso lanciando forti messaggi politici, come in occasione del concerto di Tolone - città allora amministrata dall'estrema destra del Front National - del 1997.

### Il successo
Mentre il suo gruppo riceve al concorso musicale francese Victoires de la musique il premio per il miglior album rock (Des visages des figures) e per il miglior videoclip (Le vent nous portera) dell'anno, il 9 marzo 2002, Bertrand Cantat prende posizione contro le manovre della società di produzione del suo gruppo, la Universal, e il suo presidente, Jean-Marie Messier, pronunciandogli contro la frase: «Anche se noi siamo imbarcati sullo stesso pianeta, non facciamo assolutamente parte dello stesso mondo!».
Nel frattempo, nel 1997, si sposa con la traduttrice Kristina Rady, dalla quale avrà due figli, Milo e Alice, ma nel luglio del 2002 mentre Kristina è in attesa della figlia, inizia a frequentare Marie Trintignant, presentatagli da sua sorella Ann.

### L'omicidio di Marie Trintignant
Nella notte tra il 26 e il 27 luglio 2003, Bertrand Cantat e Marie Trintignant si trovano in una camera d'albergo a Vilnius, in Lituania, dove l'attrice era impegnata per le riprese del film per la televisione Colette, une femme libre. Tra i due scoppia una discussione, durante la quale Cantat picchia violentemente l'attrice. Cantat poi testimonierà: «Erano grandi schiaffi, e avevo anelli sulle dita. Quattro, cinque, sei volte. Forte, forte. Ho usato entrambi i lati». E poi: «Ho cercato di buttarla sul divano, ma è caduta accanto, ho mancato il colpo». Secondo i patologi forensi francesi invece la donna subì «19 colpi, di cui 4 in faccia, dati a pugni chiusi», che le causarono la frattura del setto nasale, lesioni interne, il distacco di entrambi i nervi ottici e un edema cerebrale.
Al termine della violenta lite Cantat fa stendere Marie Trintignant sul letto e telefona al fratello di lei, Vincent Trintignant (che come Marie si trovava a Vilnius per le riprese), e gli racconta quanto successo. Intorno alle 4:30 Vincent lo raggiunge e trovando la sorella in stato di incoscienza propone di chiamare i soccorsi, ma Cantat lo dissuade. Vincent testimonierà: «Cantat diceva che bisognava lasciarla dormire, che sarebbe passato tutto con un’aspirina al suo risveglio. Sembrava sincero e non ero troppo preoccupato perché non c’erano tracce di sangue».
Sono ormai le 7:15 quando Vincent chiama i soccorsi e Marie viene ricoverata all'ospedale universitario di Vilnius in stato di coma profondo. I due uomini la accompagnano, poi Bertrand Cantat torna in albergo, dove cerca di suicidarsi ingoiando una miscela di tranquillanti e antidepressivi. Verrà poi disintossicato d'urgenza in ospedale. Marie Trintignant subisce due diversi interventi chirurgici all'ospedale di Vilnius e nonostante le condizioni già disperate viene rimpatriata in Francia, dove viene sottoposta a un ulteriore intervento. Morirà il 1º agosto 2003 a Neuilly-sur-Seine.
Il processo per omicidio a carico di Bertrand Cantat si svolge a Vilnius dal 16 al 29 marzo 2004. Dopo tre udienze in tribunale, il 29 marzo 2004 Cantat viene condannato dalla giustizia lituana a otto anni di reclusione. Nel carcere di Vilnius è sottoposto a una pesante cura antidepressiva con quelle che lui chiama "le pillole sovietiche". Il 28 settembre 2004, in conformità con le disposizioni della Convenzione europea del 21 marzo 1983, Bertrand Cantat viene trasferito in Francia, nel carcere di Muret, nella Haute-Garonne, vicino a Tolosa.

### L'uscita dal carcere
Nel 2007, per buona condotta, Bertrand Cantat ottiene diversi permessi di uscita temporanea e il 22 luglio dello stesso anno presenta una richiesta di libertà condizionale a cui l'accusa non si oppone. Nell'ottobre 2007, il giudice di sorveglianza Philippe Laflaquiere decide di concedere al musicista la libertà condizionale «per gli sforzi di reinserimento sociale fatti dal condannato e anche per le sue prospettive di reinserimento professionale».
La madre della vittima, Nadine Trintignant, si oppone in una lunga lettera inviata al giudice, pubblicata anche su Le Figaro, in cui denuncia il "segnale negativo" che questa decisione rappresenta nel contesto della lotta alla violenza contro le donne.
Il 16 ottobre 2007 Cantat esce dunque dal carcere, in regime di libertà condizionale. Fino al 2010 viene sottoposto a diverse misure di controllo e a periodici incontri con lo psicologo del tribunale. Durante questo periodo ha anche l'obbligo di non rilasciare interviste o cantare canzoni che facciano allusione agli avvenimenti che lo hanno portato all'incarcerazione. Nel novembre del 2007, insieme al suo gruppo, Cantat firma un contratto discografico con la Barclay per tre futuri album.
Il 13 novembre 2008, sul sito ufficiale dei Noir Désir compaiono due nuovi brani del gruppo, offerti in scaricamento gratuito. La prima canzone, Gagnants / Perdants (Bonne nuit les petits) scritta e cantata da Bertrand Cantat, nasce dall'urgenza del cantante di esprimersi in relazione al contesto politico e umano attuale. La seconda, Le temps des cerises è una ripresa dell'omonimo poema-canzone scritto nel 1866 da Jean-Baptiste Clément. Successivamente Cantat vive in libertà condizionale vicino a Porte de Clignancourt, a Parigi.
Il 29 luglio 2011, otto anni dopo l'omicidio, il controllo giudiziario a cui è sottoposto giunge a termine, essendo considerata interamente scontata la pena a cui era stato condannato.

### Suicidio della ex moglie Kristina Rady e scioglimento del gruppo
Il 10 gennaio 2010 l'ex moglie di Cantat, Kristina Rady, si uccide, impiccandosi. Il corpo della donna viene ritrovato al piano superiore dal figlio dodicenne Milo, mentre Cantat dormiva al piano terra. La procura di Bordeaux riapre le indagini nel 2013, riproducendo le registrazioni dei messaggi telefonici in lingua ungherese lasciati da Kristina, in cui la stessa riferiva di venire sistematicamente picchiata da Cantat. Il caso viene tuttavia chiuso con un non luogo a procedere.
La morte della donna segna ufficialmente anche la fine dei Noir Désir: Serge Tayssot-Gay lascerà infatti il gruppo per incompatibilità umane e musicali con Bertrand Cantat. Di comune accordo, gli altri tre decideranno lo scioglimento.
Nel 2012 Cantat si unisce all'orchestra che solca le navate di una chiesa nel film Holy Motors diretto da Leos Carax. È nascosto sulla destra in mezzo ad altri strumentisti guidati da Denis Lavant nella reinterpretazione di Let My Baby Ride di R. L. Burnside.

### I Détroit e la carriera da solista, 2013-2018
Nel 2013 Cantat e Pascal Humbert si uniscono a Bruno Green, Niko Boyer e Guillame Perron e fondano i Détroit. Il loro primo album Horizons esce il 18 novembre del 2013 ed è anticipato dal singolo Droit dans le soleil, diffuso a settembre. Nell'aprile del 2014 il gruppo dà inizio a una tournée in tutta la Francia.

## Partecipazioni discografiche (al di fuori dei Noir Désir)
- (1990) Confine di Timoria
- (1990) Siempre Nacer di Timoria
- (1993) Hunger of a Thin Man di Théo Hakola
- (1995) No Reprise di A Subtle Plague
- (1997) Low Estate dei Sixteen Horsepower
- (1998) Imafa di Akosh S. Unit
- (1998) 1000 Vietnam di Giorgio Canali
- (1999) Élettér di Akosh S. Unit
- (2000) Irvi di Denez Prigent
- (2001) Kebelen di Akosh S. Unit
- (2001) Hoarse dei Sixteen Horsepower
- (2002) Oulipop di Frandol
- (2002) Ah! Le monde di Per Grazia Ricevuta
- (2011) Bar-Bari de L'Enfance Rouge
- (2012) Folila di Amadou & Mariam